# Elecciones generales de Panamá de 1920
Las elecciones generales de Panamá de 1920 se celebraron el 2 de agosto de 1920. Fueron las primeras elecciones donde se elegía al presidente por votación directa, debido a que desde las elecciones de 1908 se elegía al presidente por votación indirecta mediante electores.
La Liga Nacional Porrista, coalición que formó el candidato Belisario Porras, ganó ampliamente las elecciones frente a la facción disidente liberal cuyo candidato era Ciro Luis Urriola. Porras tomó posesión como presidente de la República de Panamá el 1 de octubre de 1920, reemplazando al entonces designado Ernesto T. Lefevre.